# سيد تيريس
سيد تيريس (بالإنجليزية: Sid Terris)‏ مواليد 27 سبتمبر 1904 في نيويورك - الوفاة 30 ديسمبر 1974 في ميامي بيتش، كان ملاكم محترف أمريكي صنّف ضمن فئة الوزن الخفيف بدأ مسيرته الاحترافية سنة 1922.

## روابط خارجية
- سيد تيريس على موقع بوكس ريك (الإنجليزية) (registration required)